# Smalhalsad trägnagare
Smalhalsad trägnagare (Ernobius angusticollis) är en skalbaggsart som först beskrevs av Julius Theodor Christian Ratzeburg 1847.  Smalhalsad trägnagare ingår i släktet Ernobius, och familjen trägnagare. Enligt den finländska rödlistan är arten sårbar i Finland. Arten är reproducerande i Sverige. Artens livsmiljö är moskogar.